# Ognisko Pińsk
Ognisko Pińsk – polski klub piłkarski z siedzibą w Pińsku. Rozwiązany podczas II wojny światowej.

## Historia
Piłkarska drużyna Ognisko została założona w Pińsku w latach 30. XX wieku. Składał się on głównie z uczniów i kolejarzy. Zespół ten w 1939 roku został ostatnim mistrzem Polesia. 

Afisz wyjazdowego meczu barażowego ze Śmigłym Wilno o wejście do Ligi w 1939

Klub w 1939 zajął 3 ostatnie miejsce w grupie eliminacyjnej dla mistrzów okręgówek, walczących w barażach o awans do I ligi.
We wrześniu 1939, kiedy wybuchła II wojna światowa, klub przestał istnieć.

## Sukcesy
- mistrz Poleskiego OZPN:

1939

## Inne
- Kotwica Pińsk
- Orzeł Pińsk
- Pogoń Brześć
- Ruch Brześć
- WKS Brześć
- WKS 82 pp Brześć
- WKS 4 dsp Brześć